# Lista dos deputados provinciais da 22.ª legislatura de Santa Catarina
Lista dos deputados provinciais de Santa Catarina - 22ª legislatura (1878 — 1879).
| Nº | Deputado                               | Votos |
| -- | -------------------------------------- | ----- |
| 1  | Zeferino José da Silva                 | 192   |
| 2  | Luís Ferreira do Nascimento Melo       | 191   |
| 3  | José Ramos da Silva Júnior             | 188   |
| 4  | Domingos Lídio do Livramento           | 185   |
| 5  | João Pedro Xavier da Câmara            | 177   |
| 6  | Cândido Alfredo de Amorim Caldas       | 175   |
| 7  | Sérgio Lopes Falcão                    | 171   |
| 8  | João José Pinheiro                     | 164   |
| 9  | Alfredo Teotônio da Costa              | 156   |
| 10 | Polidoro Olavo de São Tiago            | 146   |
| 11 | Hermelino Jorge de Linhares            | 140   |
| 12 | Manuel José de Oliveira                | 130   |
| 13 | Rafael Faraco                          | 127   |
| 14 | Antônio Marques da Silva               | 117   |
| 15 | Joaquim Francisco Pereira Marçal       | 112   |
| 16 | Manuel da Silva Mafra                  | 111   |
| 17 | Francisco Gonçalves da Silva Barreiros | 101   |
| 18 | Luís Augusto Crespo                    | 98    |
| 19 | Eliseu Guilherme da Silva              | 98    |
| 20 | Francisco Pedro da Cunha               | 95    |

| Nº | Suplentes                     |
| -- | ----------------------------- |
| 1  | Manuel Pinto de Lemos         |
| 2  | Pedro Gomes de Argolo Ferrão  |
| 3  | Francisco Tolentino           |
| 4  | Félix Lourenço de Siqueira    |
| 5  | José Fabriciano Pereira Serpa |